# Třebusice
Třebusice (en allemand : Trebusitz) est une commune du district de Kladno, dans la région de Bohême-Centrale, en Tchéquie. Sa population s'élevait à 511 habitants en 2020.

## Géographie
Třebusice se trouve à 9 km au nord-est de Kladno et à 24 km au nord-ouest de Prague.
La commune est limitée par Želenice, Zvoleněves et Slatina au nord, par Koleč à l'est, par Dřetovice au sud, et par Brandýsek au sud-ouest et par Knovíz au nord-ouest.
La commune se compose de deux quartiers :
- Třebusice
- Holousy

## Histoire
La première mention écrite de la localité date de 1227 ou 1228.